# Вечная мерзлота (роман)
«Вечная мерзлота» — роман современного российского писателя Виктора Ремизова. Был награждён третьей премией «Большая книга» (2021), лауреат премии «Книга года» в номинации «Проза года», номинант на национальную литературную премию «Русский Букер» (2021 год), номинант национальной литературной премии «Ясная поляна».

## Общая информация
Первое издание романа «Вечная мерзлота» вышло в издательствах «Рубеж» (Владивосток) и «Эдиториаль-Тандем» (Москва) в 2021 году. На роман откликнулись многие критики и литературоведы, он был номинирован на несколько престижных литературных наград и получил третью премию «Большая книга» и стал победителем «Книга года». Переведён на основные языки Европы. Роман основан на реальных событиях. В 1949—1953 годах силами заключённых были проложены тысячи километров железнодорожных путей с севера Урала в низовья Енисея. «Великая Сталинская Магистраль» оказалась невостребованной, как только закончил жизненный путь её автор — Иосиф Сталин. Произведение построено на судьбоносных историях нескольких семей участников этой большой стройки.
Писатель над романом работал семь лет, изучив различные исторические архивные материалы, в том числе информацию общества «Мемориал».
Интересен язык произведения — практически каждый отдельный персонаж «Вечной мерзлоты» вносит в книгу набор языковых штампов.

## Сюжет
Сюжет романа изображает масштабную картину последних лет правления Сталина. Незаконченное строительство Трансполярной магистрали в северном бассейне Енисея является центральным местом романа.
Тема книги — судьбы советских людей в жерновах большой истории. Герои произведения — заключённые, спецпереселенцы, чекисты, рыбаки, работники речного транспорта. Роман описывает жизнь конкретной территории в отдельный исторический момент времени, здесь есть место и быту заключенных, и отдыху обычных граждан, населяющих эту территорию. Большая роль автором отводится родной природе.

## Отзывы и критика
Майя Кучерская:
…Страна под властью генералиссимуса, как его часто называют в тексте, покрылась льдом из жестокости и бесправия, но лед этот и после его смерти никуда не делся — напоминает нам финал книги. Как можно заключить из романа, причина «оледенения» лежит глубже — в коммунистической идеологии, изначально бесчеловечной, основанной на страхе. Диктатура всегда связана со страхом, а потому разрушительна, и неважно, чья она, — «пролетариата», «народа» или чья-то еще.
Василий Авченко:
…Роман получился настоящий, как уже больше не делают. Кстати, может быть, больше их и не нужно, одного такого огромного Ремизова достаточно.

## Награды
- 2021 — Большая Книга, третья премия.
- 2021 — Книга года, лауреат в номинации «Проза года».
- 2021 — Русский Букер, номинация
- 2021 — Ясная Поляна, номинация.